# Europees kampioenschap rally in 2015
Het Europees kampioenschap Rally 2015 is de drieeënzestigste jaargang van het Europees kampioenschap rally (internationaal het European Rally Championship), georganiseerd door de Fédération Internationale de l'Automobile (FIA).

## Kalender
| Ronde | Datum           | Rally                          | Start en finish | Ondergrond | Ondergrond       |
| ----- | --------------- | ------------------------------ | --------------- | ---------- | ---------------- |
| 1     | 4–6 januari     | Jänner Rally                   | Freistadt       |            | Asfalt en gravel |
| 2     | 6–8 februari    | Rally van Liepāja-Ventspils    | Liepāja         |            | Gravel en sneeuw |
| 3     | 2–4 april       | Circuit Of Ireland             | Belfast         |            | Asfalt           |
| 4     | 4–6 juni        | SATA Rallye Açores             | Remedios        |            | Gravel           |
| 5     | 25–27 juni      | Kenotek Ypres Rally            | Nieuwkerke      |            | Asfalt           |
| 6     | 17–19 juli      | auto24 Rally Estonia           | Otepää          |            | Gravel           |
| 7     | 28–30 augustus  | Barum Czech Rally Zlín         | Zlín            |            | Asfalt           |
| 8     | 25-27 september | Cyprus rally                   | Nicosia         |            | Asfalt en gravel |
| 9     | 9-11 oktober    | Acropolis Rally                | Loutraki        |            | Asfalt en gravel |
| 10    | 29-31 oktober   | Rallye International du Valais | Martigny        |            | Asfalt en gravel |